# Reguläre Matrix
Eine reguläre, invertierbare oder nichtsinguläre Matrix ist in der Mathematik eine quadratische Matrix, die eine Inverse besitzt. Reguläre Matrizen können auf mehrere äquivalente Weisen charakterisiert werden. Zum Beispiel zeichnen sich reguläre Matrizen dadurch aus, dass die durch sie beschriebene lineare Abbildung bijektiv ist. Daher ist ein lineares Gleichungssystem mit einer regulären Koeffizientenmatrix stets eindeutig lösbar. Die Menge der regulären Matrizen fester Größe mit Einträgen aus einem Ring oder Körper bildet mit der Matrizenmultiplikation als Verknüpfung die allgemeine lineare Gruppe.
Nicht zu jeder quadratischen Matrix existiert eine Inverse. Eine quadratische Matrix, die keine Inverse besitzt, wird singuläre Matrix genannt.

## Definition
Eine quadratische Matrix {\displaystyle A\in R^{n\times n}} mit Einträgen aus einem unitären Ring {\displaystyle R} (in der Praxis meist dem Körper der reellen Zahlen) heißt regulär, wenn eine weitere Matrix {\displaystyle B\in R^{n\times n}} existiert, sodass
{\displaystyle A\cdot B=B\cdot A=I}
gilt, wobei {\displaystyle I} die Einheitsmatrix bezeichnet. Die Matrix {\displaystyle B} ist hierbei eindeutig bestimmt und heißt inverse Matrix zu {\displaystyle A}. Die Inverse einer Matrix {\displaystyle A} wird üblicherweise mit {\displaystyle A^{-1}} bezeichnet. Bei einer singulären Matrix existiert keine solche Matrix {\displaystyle B}.
Ist {\displaystyle R} ein kommutativer Ring, Körper oder Schiefkörper, so sind die beiden Bedingungen {\displaystyle A\cdot B=I} und  {\displaystyle B\cdot A=I} äquivalent, das heißt, eine linksinverse Matrix ist dann auch rechtsinvers und umgekehrt, sprich, die obige Bedingung lässt sich durch {\displaystyle B\cdot A=I} beziehungsweise {\displaystyle A\cdot B=I} abschwächen.

## Beispiele
Die reelle Matrix
{\displaystyle A={\begin{pmatrix}2&3\\1&2\end{pmatrix}}}
ist regulär, denn sie besitzt die Inverse
{\displaystyle B={\begin{pmatrix}2&-3\\-1&2\end{pmatrix}}},
mit
{\displaystyle A\cdot B={\begin{pmatrix}2&3\\1&2\end{pmatrix}}\cdot {\begin{pmatrix}2&-3\\-1&2\end{pmatrix}}={\begin{pmatrix}1&0\\0&1\end{pmatrix}}=I}.
Die reelle Matrix
{\displaystyle A={\begin{pmatrix}2&3\\0&0\end{pmatrix}}}
ist singulär, denn für eine beliebige Matrix
{\displaystyle B={\begin{pmatrix}a&b\\c&d\end{pmatrix}}}
gilt
{\displaystyle A\cdot B={\begin{pmatrix}2&3\\0&0\end{pmatrix}}\cdot {\begin{pmatrix}a&b\\c&d\end{pmatrix}}={\begin{pmatrix}2a+3c&2b+3d\\0&0\end{pmatrix}}\neq I}.

## Äquivalente Charakterisierungen

### Reguläre Matrizen über einem Körper
Eine {\displaystyle (n\times n)}-Matrix {\displaystyle A} mit Einträgen aus einem Körper {\displaystyle K}, zum Beispiel die reellen oder komplexen Zahlen, ist genau dann invertierbar, wenn eine der folgenden äquivalenten Bedingungen erfüllt ist:
- Es gibt eine Matrix {\displaystyle B} mit {\displaystyle AB=I=BA}.
- Die Determinante von {\displaystyle A} ist ungleich null: {\displaystyle \det(A)\neq 0}.
- Die Null ist kein Eigenwert von {\displaystyle A}.
- Das lineare Gleichungssystem {\displaystyle Ax=0} besitzt nur die triviale Lösung {\displaystyle x=0}.
- Für jedes {\displaystyle b\in K^{n}} existiert mindestens eine Lösung {\displaystyle x\in K^{n}} des linearen Gleichungssystems {\displaystyle Ax=b}.
- Für jedes {\displaystyle b\in K^{n}} existiert höchstens eine Lösung {\displaystyle x\in K^{n}} des linearen Gleichungssystems {\displaystyle Ax=b}.
- Die Zeilenvektoren sind linear unabhängig.
- Die Zeilenvektoren erzeugen {\displaystyle K^{n}}.
- Die Spaltenvektoren sind linear unabhängig.
- Die Spaltenvektoren erzeugen {\displaystyle K^{n}}.
- Die durch {\displaystyle A} beschriebene lineare Abbildung {\displaystyle K^{n}\to K^{n}}, {\displaystyle x\mapsto Ax}, ist bijektiv.
- Die transponierte Matrix {\displaystyle A^{T}} ist invertierbar.
- Der Rang der Matrix {\displaystyle A} ist gleich {\displaystyle n}.

Bei einer singulären {\displaystyle (n\times n)}-Matrix {\displaystyle A} mit Einträgen aus einem Körper {\displaystyle K} ist keine der obigen Bedingungen erfüllt.

### Reguläre Matrizen über einem unitären kommutativen Ring
Allgemeiner ist eine {\displaystyle (n\times n)}-Matrix {\displaystyle A} mit Einträgen aus einem kommutativen Ring mit Eins {\displaystyle R} genau dann invertierbar, wenn eine der folgenden äquivalenten Bedingungen erfüllt ist:
- Es gibt eine Matrix {\displaystyle B} mit {\displaystyle AB=I=BA}.
- Die Determinante von {\displaystyle A} ist eine Einheit in {\displaystyle R} (man spricht auch von einer unimodularen Matrix).
- Für alle {\displaystyle b\in R^{n}} existiert genau eine Lösung {\displaystyle x\in R^{n}} des linearen Gleichungssystems {\displaystyle Ax=b}.
- Für alle {\displaystyle b\in R^{n}} existiert mindestens eine Lösung {\displaystyle x\in R^{n}} des linearen Gleichungssystems {\displaystyle Ax=b}.
- Die Zeilenvektoren bilden eine Basis von {\displaystyle R^{n}}.
- Die Zeilenvektoren erzeugen {\displaystyle R^{n}}.
- Die Spaltenvektoren bilden eine Basis von {\displaystyle R^{n}}.
- Die Spaltenvektoren erzeugen {\displaystyle R^{n}}.
- Die durch {\displaystyle A} beschriebene lineare Abbildung {\displaystyle R^{n}\to R^{n}}, {\displaystyle x\mapsto Ax}, ist surjektiv (oder gar bijektiv).
- Die transponierte Matrix {\displaystyle A^{T}} ist invertierbar.

Bei einer singulären {\displaystyle (n\times n)}-Matrix {\displaystyle A} mit Einträgen aus einem kommutativen Ring mit Eins {\displaystyle R} ist keine der obigen Bedingungen erfüllt.
Der wesentliche Unterschied zum Fall eines Körpers ist hier also, dass im Allgemeinen aus der Injektivität einer linearen Abbildung nicht mehr ihre Surjektivität (und damit ihre Bijektivität) folgt, wie bereits das einfache Beispiel {\displaystyle \mathbb {Z} \to \mathbb {Z} }, {\displaystyle x\mapsto 2x} zeigt.

## Weitere Beispiele
Die Matrix
{\displaystyle A={\begin{pmatrix}3x^{3}&x^{2}-1\\3x^{2}+3&x\end{pmatrix}}}
mit Einträgen aus dem Polynomring {\displaystyle R=\mathbb {R} [x]} hat die Determinante {\displaystyle \det A=3x^{3}\cdot x-(x^{2}-1)\cdot (3x^{2}+3)=3} und {\displaystyle 3} ist invertierbar in {\displaystyle R}. Somit ist {\displaystyle A} regulär in {\displaystyle R^{2\times 2}}. Die inverse Matrix ist
{\displaystyle B={\frac {1}{3}}{\begin{pmatrix}x&1-x^{2}\\-3x^{2}-3&3x^{3}\end{pmatrix}}={\begin{pmatrix}{\tfrac {1}{3}}\cdot x&{\tfrac {1}{3}}\cdot (1-x^{2})\\-x^{2}-1&x^{3}\end{pmatrix}}}.
Die Matrix
{\displaystyle A={\begin{pmatrix}[2]_{17}&[1]_{17}\\{}[6]_{17}&[4]_{17}\end{pmatrix}}}
mit Einträgen aus dem Restklassenkörper {\displaystyle R=\mathbb {Z} /17\mathbb {Z} } hat die Determinante {\displaystyle \det A=[2]_{17}\cdot [4]_{17}-[1]_{17}\cdot [6]_{17}=[2]_{17}} und {\displaystyle [2]_{17}} ist invertierbar in {\displaystyle R}. Somit ist {\displaystyle A} regulär in {\displaystyle R^{2\times 2}}. Die inverse Matrix ist
{\displaystyle B={\frac {1}{[2]_{17}}}{\begin{pmatrix}[4]_{17}&[-1]_{17}\\{}[-6]_{17}&[2]_{17}\end{pmatrix}}={\frac {1}{[2]_{17}}}{\begin{pmatrix}[4]_{17}&[16]_{17}\\{}[11]_{17}&[2]_{17}\end{pmatrix}}={\begin{pmatrix}[2]_{17}&[8]_{17}\\{}[14]_{17}&[1]_{17}\end{pmatrix}}}.
Die Matrix
{\displaystyle A={\begin{pmatrix}[3]_{12}&[7]_{12}\\{}[1]_{12}&[9]_{12}\end{pmatrix}}}
mit Einträgen aus dem Restklassenring {\displaystyle \mathbb {Z} /12\mathbb {Z} } hat die Determinante {\displaystyle \det A=[3]_{12}\cdot [9]_{12}-[7]_{12}\cdot [1]_{12}=[20]_{12}=[8]_{12}}. Da {\displaystyle 8} und {\displaystyle 12} nicht teilerfremd sind, ist {\displaystyle \det A=[8]_{12}} in {\displaystyle \mathbb {Z} /12\mathbb {Z} } nicht invertierbar. Daher ist {\displaystyle A} nicht regulär.

## Eigenschaften
Ist die Matrix {\displaystyle A} regulär, so ist auch {\displaystyle A^{-1}} regulär mit der Inversen
{\displaystyle \left(A^{-1}\right)^{-1}=A}.
Sind die beiden Matrizen {\displaystyle A} und {\displaystyle B} regulär, so ist auch ihr Produkt {\displaystyle A\cdot B} regulär mit der Inversen
{\displaystyle \left(A\cdot B\right)^{-1}=B^{-1}\cdot A^{-1}}.
Die Menge der regulären Matrizen fester Größe bildet demnach mit der Matrizenmultiplikation als Verknüpfung eine (im Allgemeinen nichtkommutative) Gruppe, die allgemeine lineare Gruppe {\displaystyle \operatorname {GL} (n,R)}. In dieser Gruppe ist die Einheitsmatrix das neutrale Element und die inverse Matrix das inverse Element. Für eine reguläre Matrix {\displaystyle A} gelten damit auch die Kürzungsregeln
{\displaystyle A\cdot B=A\cdot C\Rightarrow B=C}
und
{\displaystyle B\cdot A=C\cdot A\Rightarrow B=C},
wobei {\displaystyle B} und {\displaystyle C} beliebige Matrizen passender Größe sind.
Eine singuläre Matrix besitzt den Eigenwert null, d. h., es gibt einen vom Nullvektor verschiedenen Vektor, der von der Matrix auf ersteren abgebildet wird. Alle Vektoren, die von der Matrix auf den Nullvektor abgebildet werden, erzeugen den Eigenraum zum Eigenwert null. Die Dimension dieses Eigenraumes ist die geometrische Vielfachheit des Eigenwerts null, siehe Jänich (2008), S. 197 ff.

## Blockmatrizen
Ist eine quadratische Blockmatrix {\displaystyle M=\left({\begin{matrix}A&B\\C&D\end{matrix}}\right)} gegeben, wobei {\displaystyle A} und das Schur-Komplement {\displaystyle M/A:=D-CA^{-1}B} von {\displaystyle A} in {\displaystyle M} eine reguläre Matrix ist, dann ist auch {\displaystyle M} eine reguläre Matrix und es gilt
{\displaystyle M=\left({\begin{matrix}I&0\\CA^{-1}&I\end{matrix}}\right)\left({\begin{matrix}A&0\\0&M/A\end{matrix}}\right)\left({\begin{matrix}I&A^{-1}B\\0&I\end{matrix}}\right)}
Daraus folgt für die inverse Matrix
{\displaystyle {\begin{aligned}M^{-1}&=\left({\begin{matrix}I&A^{-1}B\\0&I\end{matrix}}\right)^{-1}\left({\begin{matrix}A&0\\0&M/A\end{matrix}}\right)^{-1}\left({\begin{matrix}I&0\\CA^{-1}&I\end{matrix}}\right)^{-1}\\&=\left({\begin{matrix}I&-A^{-1}B\\0&I\end{matrix}}\right)\left({\begin{matrix}A^{-1}&0\\0&(M/A)^{-1}\end{matrix}}\right)\left({\begin{matrix}I&0\\-CA^{-1}&I\end{matrix}}\right)\\&=\left({\begin{matrix}A^{-1}+A^{-1}B(M/A)^{-1}CA^{-1}&-A^{-1}B(M/A)^{-1}\\-(M/A)^{-1}CA^{-1}&(M/A)^{-1}\end{matrix}}\right)\end{aligned}}}
Wenn {\displaystyle D} und das Schur-Komplement {\displaystyle M/D:=A-BD^{-1}C} von {\displaystyle D} in {\displaystyle M} eine reguläre Matrix ist, gilt entsprechend
{\displaystyle M=\left({\begin{matrix}I&BD^{-1}\\0&I\end{matrix}}\right)\left({\begin{matrix}M/D&0\\0&D\end{matrix}}\right)\left({\begin{matrix}I&0\\D^{-1}C&I\end{matrix}}\right)}
und für die inverse Matrix
{\displaystyle {\begin{aligned}M^{-1}&=\left({\begin{matrix}I&0\\D^{-1}C&I\end{matrix}}\right)^{-1}\left({\begin{matrix}M/D&0\\0&D\end{matrix}}\right)^{-1}\left({\begin{matrix}I&BD^{-1}\\0&I\end{matrix}}\right)^{-1}\\&=\left({\begin{matrix}I&0\\-D^{-1}C&I\end{matrix}}\right)\left({\begin{matrix}(M/D)^{-1}&0\\0&D^{-1}\end{matrix}}\right)\left({\begin{matrix}I&-BD^{-1}\\0&I\end{matrix}}\right)\\&=\left({\begin{matrix}(M/D)^{-1}&-(M/D)^{-1}BD^{-1}\\-D^{-1}C(M/D)^{-1}&D^{-1}+D^{-1}C(M/D)^{-1}BD^{-1}\end{matrix}}\right)\end{aligned}}}
Mithilfe dieser Formel kann die inverse Matrix einer quadratischen ({\displaystyle k\times k})-Blockmatrix {\displaystyle A\in R^{n\times n}}mit Blöcken der Dimension {\displaystyle b\times b} effizient berechnet werden. Es ist also {\displaystyle n=k\cdot b}. Die Laufzeit für die Inversion beträgt {\displaystyle O(k^{2}\cdot b^{3}\cdot 4^{k})}. Im Vergleich dazu beträgt die Laufzeit für den Gauß-Jordan-Algorithmus {\displaystyle O(n^{3})=O(k^{3}\cdot b^{3})}.

## Reguläre Matrizen über einem Restklassenkörper
Eine Matrix mit Einträgen aus einem Restklassenkörper {\displaystyle \mathbb {F} _{p}} mit einer Primzahl {\displaystyle p} ist genau dann regulär, wenn die Zeilenvektoren linear unabhängig sind.
Für den Restklassenkörper {\displaystyle \mathbb {F} _{2}} kann die Anzahl der regulären {\displaystyle n\times n}-Matrixen wie folgt berechnet werden:
- Jedes der {\displaystyle n} Elemente der 1. Zeile kann unabhängig voneinander 2 Werte annehmen. Der Nullvektor ist ausgeschlossen. Für die 1. Zeile gibt es also {\displaystyle 2^{n}-1} Möglichkeiten.
- Für die 2. Zeile sind alle Vektoren ausgeschlossen, die eine Linearkombination der 1. Zeile sind, also {\displaystyle 2} Vektoren. Für die 2. Zeile gibt es also {\displaystyle 2^{n}-2} Möglichkeiten.
- Für die 3. Zeile sind alle Vektoren ausgeschlossen, die eine Linearkombination der 1. Zeile und 2. Zeile sind, also {\displaystyle 2^{2}} Vektoren. Für die 3. Zeile gibt es also {\displaystyle 2^{n}-2^{2}} Möglichkeiten.
- Allgemein gibt es für die Zeile mit dem Index {\displaystyle k} also {\displaystyle 2^{n}-2^{k-1}} mögliche Werte. Für alle Zeilen der Matrix ergeben sich daher insgesamt {\displaystyle (2^{n}-2^{0})\cdot (2^{n}-2^{1})\cdot (2^{n}-2^{2})\cdot \ldots \cdot (2^{n}-2^{n-1})} Möglichkeiten.

Daraus lässt sich der Anteil der regulären {\displaystyle n\times n}-Matrixen an allen {\displaystyle n\times n}-Matrixen bestimmen. Es gibt {\displaystyle 2^{n\cdot n}=2^{n^{2}}} verschiedene {\displaystyle n\times n}-Matrixen, weil jedes der {\displaystyle n\cdot n=n^{2}} Elemente unabhängig voneinander 2 Werte annehmen kann. Der Anteil der regulären {\displaystyle n\times n}-Matrixen beträgt daher
{\displaystyle {\begin{aligned}&(2^{n}-2^{0})\cdot (2^{n}-2^{1})\cdot (2^{n}-2^{2})\cdot \ldots \cdot (2^{n}-2^{n-1})/2^{n\cdot n}\\&={\frac {2^{n}-2^{0}}{2^{n}}}\cdot {\frac {2^{n}-2^{1}}{2^{n}}}\cdot {\frac {2^{n}-2^{2}}{2^{n}}}\cdot \ldots \cdot {\frac {2^{n}-2^{n-1}}{2^{n}}}\\&=\left(1-{\frac {1}{2^{n}}}\right)\cdot \left(1-{\frac {1}{2^{n-1}}}\right)\cdot \left(1-{\frac {1}{2^{n-2}}}\right)\cdot \ldots \cdot \left(1-{\frac {1}{2^{1}}}\right)\\&=\prod _{k=1}^{n}\left(1-\left({\frac {1}{2}}\right)^{k}\right)\end{aligned}}}
Für {\displaystyle n} gegen unendlich konvergiert dieses Produkt nach dem Pentagonalzahlensatz  wegen {\displaystyle |{\tfrac {1}{2}}|<1} gegen einen endlichen Grenzwert. Dieser beträgt etwa 0,289.
Dieses Ergebnis lässt sich für beliebige Primzahlen {\displaystyle p} auf den Restklassenkörper {\displaystyle \mathbb {F} _{p}} verallgemeinern. Es gibt {\displaystyle p^{n\cdot n}=p^{n^{2}}} verschiedene {\displaystyle n\times n}-Matrixen, von denen {\displaystyle (p^{n}-p^{0})\cdot (p^{n}-p^{1})\cdot (p^{n}-p^{2})\cdot \ldots \cdot (p^{n}-p^{n-1})} reguläre {\displaystyle n\times n}-Matrixen sind. Der Anteil der regulären {\displaystyle n\times n}-Matrixen beträgt {\displaystyle \prod _{k=1}^{n}\left(1-\left({\frac {1}{p}}\right)^{k}\right)}.